# Ипполита Сфорца Бентивольо
Ипполита Сфорца Бентивольо (итал. Ippolita Sforza; 1481, Милан — 1520, Милан) — жена Алессандро Бентивольо.
Маттео Банделло посвятил ей первую новеллу своего сборника и не раз упоминал её. «Третья новелла Банделло вводит нас во дворец Ипполиты Сфорца Бентивольо, располагавшийся за Порта Кремонезе, в котором мы видим всех выдающихся людей города. Здесь читают свои сонеты сеньора Цецилия Бергамини и синьора Камилла Скарампа, „две наши музы“, как везде называет их автор».